# Les Légions de Cléopâtre
Pour plus de détails, voir Fiche technique et Distribution.
Les Légions de Cléopâtre (titre original : Le legioni di Cleopatra) est un péplum franco-italien réalisé par Vittorio Cottafavi et sorti en 1959.

## Synopsis
Vaincu par Octave à la bataille navale d'Actium, Marc-Antoine se réfugie à Alexandrie. Il espère que ses légions, alliées à celle de Cléopâtre, pourront rétablir la république à Rome.

## Fiche technique
- Titre original : Le legioni di Cleopatra
- Mise en scène : Vittorio Cottafavi
- Scénario : Vittorio Cottafavi, Giorgio Cristallini, Ennio De Concini
- Durée : 98 min
- Producteurs : Virgilio De Blasi, Robert de Nesle, Natividad Zaro, Italo Zingarelli
- Musique : Alberto Paolletti
- Costumes : Vittorio Rossi
- Pays d’origine :  Italie, Spa Cinematografica,  France, Comptoir Français Du Film
- Montage : Maurizio Lucidi
- Sortie : en  Italie, 1959
- Genre : Péplum

## Distribution
- Linda Cristal (VF : Loleh Bellon) : Cléopâtre
- Ettore Manni (VF : René Arrieu) : Curridio
- Georges Marchal (VF : Lui-même) : Marc-Antoine
- Conrado San Martín (VF : Marcel Bozzuffi) : Gotarzo
- María Mahor : Marianne
- Alfredo Mayo (VF : Bernard Dhéran) : Octavien
- Daniela Rocca : Teyrè
- Mino Doro : Domiziano
- Andrea Aureli (VF : Jean Davy) : Imotio
- Salvatore Furnari : Le nain
- Rafael Durán : prêtre égyptien
- Juan Maján :  Vezio
- Tomás Blanco : Ovidio
- Mary Carrillo : Iras